# 당간지주

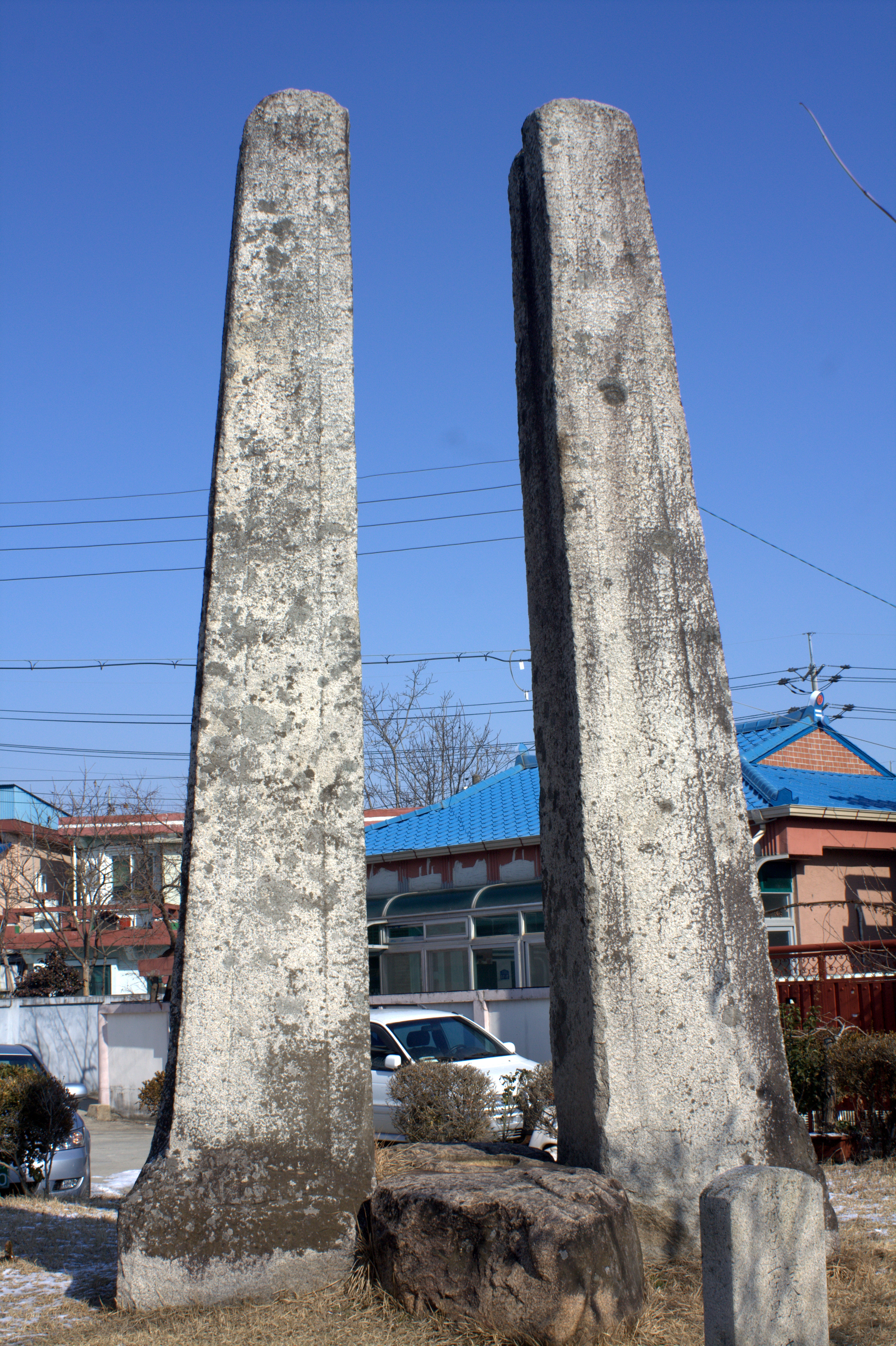
홍성 오관리 당간지주

당간지주(幢竿支柱)는 불교 사찰에서 당간을 세우기 위한 지지대로 쓰이는, 한 쌍의 돌로 된 구조물이다.

## 남아있는 당간지주
당간지주는 석재로 제작이 되기 때문에 폐사지에서 많이 발견 된다. 공주 갑사 철당간(公州 甲寺 鐵幢竿) (보물 제256호), 청주 용두사지 철당간(淸州 龍頭寺址 鐵幢竿)(국보 제41호), 나주 동점문 밖 석당간(羅州 東漸門 밖 石幢竿)(보물 제505호) 등이 문화재로 지정되어 있고, 갑사의 철당간은 통일신라시대에 건립한 것으로 추정되며, 용두사지 철당간과 동문 석당간은 고려시대에 건립된 것으로 추정된다.

## 같이 보기
- 당간幢竿
- 당 (기)幢
- 기간지주(旗竿支柱)